# Ladislav Žemla
Ladislav Žemla (Kladruby, Praga, Imperi Austrohongarès, 6 de novembre de 1887 − Praga, Txecoslovàquia, 18 de juny de 1955) fou un tennista txecoslovac. Va competir en els Jocs Olímpics de 1908, 1912, 1920 i 1924, primer defensant els colors Bohèmia i després com a txecoslovac. Únicament va tenir èxit en l'edició d'Anvers 1920 quan va guanyar una medalla de bronze en els dobles mixtos fent parella amb Milada Skrbková, amb la qual es casà posteriorment.
Sovint jugava sota el pseudònim "Rázný".

## Jocs Olímpics

### Dobles mixtos
| Any  | Campionat                      | Parella         | Oponents                 | Resultat |
| ---- | ------------------------------ | --------------- | ------------------------ | -------- |
| 1920 | Jocs Olímpics, Anvers, Bèlgica | Milada Skrbková | Amory Hansen Erik Tegner | 8−6, 6−4 |